# Lucas Ibarrola
Lucas Ibarrola fue un obrero y dirigente comunista de la República del Paraguay.
En 1924, participó de la fundación del periódico marxista Bandera Roja, y de lo que también se conoce como Sección Paraguaya de la Internacional Comunista, con Donato Cáceres como secretario-general, e Ibarrola como tesorero. Sin embargo, no existen mayores referencias sobre esta organización, que puede ser considerada como la antecesora del Partido Comunista.
En 1926, Ibarrola acude al congreso de la Internacional Comunista en representación de Paraguay.
Finalmente, en 1928, Ibarrola, junto a otros obreros, fundaría el Partido Comunista Paraguayo. También se convirtió en el primer secretario-general de dicho partido, electo en 1928. Debido a críticas realizadas por Ibarrola a la Internacional Comunista, a través del periódico del partido Comuneros en 1929, este es expulsado de la organización.
| Predecesor: Nadie | Secretario General del PCP 1928 - 1934 | Sucesor: Enriqueta Cáceres |